# Giám đốc Thương hiệu
Giám đốc Thương hiệu, tiếng Anh là chief brand officer hay CBO, là một vị trí cấp điều hành tương đối mới tại các tập đoàn, công ty, tổ chức, hay cơ quan, và thường báo cáo cho CEO hay ban giám đốc, và chịu trách nhiệm về hình ảnh, trải nghiệm và triển vọng của một thương hiệu. Giám đốc Thương hiệu giám sát marketing, quảng cáo, thiết kế, quan hệ công chúng và dịch vụ khách hàng.  Một số tổ chức đáng chú ý có vị trí CBO bao gồm American Automobile Association, ElevenUp Group, Baskin-Robbins, Bell Canada, Boston Market, Citigroup, McDonald's, WWE, Mattel, và All Elite Wrestling.